# Muntanyes Tordrillo
Les muntanyes Tordrillo (en anglès Tordrillo Mountains) són una petita serralada de l'estat d'Alaska, als Estats Units. Es troben a uns 120 quilòmetres al nord-oest d'Anchorage. La serralada s'estén aproximadament 97 quilòmetres de nord a sud i 56 quilòmetres d'est a oest. El punt més alt és el Mont Torbert (3.479 m).
Limita al sud amb les muntanyes Chigmit, el límit septentrional de la serralada Aleutiana. Sovint se l'ha considerat com a part d'ella, tot i que no és cert. A l'oest i el nord hi ha l'extrem sud de la Serralada d'Alaska, mentre que a l'est hi ha els turons i les terres baixes del centre-sud d'Alaska. El vessant nord de la serralada desaigua al riu Skwentna, mentre que el sud ho fa al llac Chakachamna i riu Chakachatna.
És una serralada principalment volcànica, com la gran major part de la veïna serralada Aleutiana, tot i que alguns dels seus cims no ho són, com per exemple el Mont Torbert. El mont Spurr, el cim més al sud de cert nivell, va tenir la seva erupció més recent el juny de 1992. Les glaceres hi predominen, sent les més importants Capps Glacier, Triumbirate Glacier, Hayes Glacier i Trimble Glacier.

## Principals cims
- Mont Torbert (3.479 m)
- Mont Gerdine (3.431 m)
- Mont Spurr (3.374 m)
- Volcà Hayes (2.788 m)[1]
- Crater Peak (2.309 m) (cim secundari del Mont Spurr)